# Leptobrachium nigrops
Espèce
Statut de conservation UICN

 LC  : Préoccupation mineure
Leptobrachium nigrops est une espèce d'amphibiens de la famille des Megophryidae.

## Répartition
Cette espèce se rencontre :
- dans le Sud de la Thaïlande ;
- en Malaisie péninsulaire ;
- à Singapour.

## Publication originale
- (en) P. Y. Berry et J. R. Hendrickson, « Leptobrachium nigrops, a New Pelobatid Frog from the Malay Peninsula, with Remarks on the Genus Leptobrachium in Southeastern Asia », Copeia, Société américaine des ichtyologistes et des herpétologistes, vol. 1963, no 4,‎ 31 décembre 1963, p. 643 (ISSN 0045-8511 et 1938-5110, OCLC 1565060, DOI 10.2307/1440966, JSTOR 1440966).